# Карымай
Карымай — село в Усть-Большерецком районе Камчатского края России. Входит в состав Кавалерского сельского поселения.

## География

### Расстояние до
- районного центра (Усть-Большерецк) — 35 км,
- краевого центра (Петропавловск-Камчатский) — 131 км.

### Часовой пояс
Населённый пункт находится в часовом поясе на 12 часов больше всемирного координированного времени.

## Улицы
- ул. Молодёжная,
- ул. Советская,
- ул. Центральная[2].

## Население
| 2002 | 2010 | 2012 | 2013 | 2015 | 2016 | 2018 |
| ---- | ---- | ---- | ---- | ---- | ---- | ---- |
| 82   | ↘65  | ↘64  | ↘62  | ↗65  | ↘63  | →63  |
| 2020 |      |      |      |      |      |      |
| ↘61  |      |      |      |      |      |      |